# Kevin Bickner
Kevin Bickner (* 23. September 1996 in Lake Forest, Illinois) ist ein US-amerikanischer Skispringer.

## Werdegang
Bickner gab am 18. Februar 2012 sein internationales Debüt beim FIS Cup in Brattleboro, wo er den 26. Platz erreichte. Fast ein Jahr später, am 9. Februar 2013, wurde er das erste Mal im Continental Cup in Iron Mountain eingesetzt und sprang auf den 47. Platz. In den nächsten Jahren folgten weitere Einsätze im FIS- und Continental-Cup, bei letzterem konnte er sich jedoch nur selten für den zweiten Durchgang qualifizieren.
Bei den Junioren-Skiweltmeisterschaften 2014 in Val di Fiemme sprang Bickner im Einzelspringen von der Normalschanze auf den 53. Platz und erreichte den 13. Platz im Teamspringen. Ein Jahr später, bei den Junioren-Skiweltmeisterschaften 2015 in Almaty, verbesserte er sich auf den 35. Platz im Einzel- und den 10. Platz im Teamspringen.
Am 6. März 2015 wurde Bickner in Lahti erstmals im Weltcup eingesetzt, konnte sich jedoch nicht für den ersten Durchgang qualifizieren. Einen Tag später wurde er im Team-Weltcupspringen Zwölfter mit dem US-amerikanischen Team.
Bei den US-Meisterschaften im Skispringen 2015 erreichte er sowohl von der Großschanze als auch von der Normalschanze den zweiten Platz.
Am 5. Dezember 2015 erreichte Bickner in Lillehammer erstmals den ersten Durchgang eines Weltcupspringens. Beim Skifliegen am 14. Februar 2016 in Vikersund sprang er auf den 30. Platz und erhielt somit seine ersten Weltcup-Punkte. Bei diesem Springen stellte er ebenfalls seine persönliche Bestweite von 214,5 Metern auf. Bei den Nordischen Junioren-Skiweltmeisterschaften 2016 in Râșnov belegte er den elften Rang im Einzel und wurde mit dem US-amerikanischen Team sowohl im Team- als auch im Mixed-Teamwettbewerb Zwölfter.
In der Saison 2016/17 gelangen ihm mehrere Platzierungen in den Punkterängen. Im Februar 2017 nahm er erstmals an den Nordischen Skiweltmeisterschaften in Lahti teil. Dabei belegte er auf der Normalschanze den 47. Rang im Einzel und den achten Rang im Mixed-Teamwettbewerb. Im Einzelwettbewerb auf der Großschanze erreichte er den Finaldurchgang und belegte den 30. Platz. Im Mannschaftswettbewerb wurde er Elfter. Beim Weltcup-Skifliegen am Vikersundbakken übertraf er am 19. März 2017 mit 244,5 Metern den US-amerikanischen Rekord von Alan Alborn aus dem Jahr 2002.
Am 8. Juli 2017 erreichte Bickner beim Wettbewerb des Sommer-Continental-Cup 2017/18 in Kranj mit dem dritten Platz seinen ersten Podestplatz im Continental Cup. Auch in der Weltcup-Saison 2017/18 sprang er wie in der Vorsaison mehrfach in die Punkteränge. Bei der Skiflug-Weltmeisterschaft 2018 in Oberstdorf belegte er den 24. Platz im Einzel. Im Februar 2018 nahm er in Pyeongchang zum ersten Mal an den Olympischen Winterspielen teil. Er startete dort in allen drei Wettbewerben. Im Einzelwettbewerb auf der Normalschanze belegte er den 18. Platz und im Einzelwettbewerb auf der Großschanze den 20. Platz und war damit jeweils bester US-Amerikaner. Mit der US-amerikanischen Mannschaft wurde er Neunter auf der Großschanze.
Bei den Weltmeisterschaften 2019 in Seefeld in Tirol belegte er in den Einzelwettbewerben die Plätze 37 von der Groß- und 48 von der Normalschanze. Mit der US-amerikanischen Herren-Mannschaft wurde er Elfter und mit der Mixed-Mannschaft Zehnter.
Aufgrund eines Formtiefs sowie den erschwerten Bedingungen durch die COVID-19-Pandemie legte Bickner in der Saison 2020/21 eine Karrierepause ein. Im Zuge seiner Erklärung gab er zudem an, im darauffolgenden Winter wieder Teil des Weltcup-Zirkus sein zu wollen. Bickner war in den zurückliegenden Jahren der mit Abstand beste US-Amerikaner gewesen, weshalb seine Entscheidung als Rückschlag für den Skiverband USA Nordic zu werten war. Bei den US-amerikanischen Meisterschaften im Skispringen 2021 in Park City absolvierte Bickner seine ersten Wettkämpfe nach seiner Pause, verpasste jedoch als Vierter und Fünfter von der Normal- bzw. Großschanze die Medaillenränge knapp. Bei den Olympischen Winterspielen 2022 in Peking wurde er auf der Normalschanze 43. und von der Großschanze 39. Mit dem US-amerikanischen Herrenteam wurde er im Mannschaftswettbewerb Zehnter.
Nachdem bereits im Vorfeld bekannt war, dass Bickner nicht am Skisprung-Weltcup 2022/23 teilnehmen wird, wurde er auch für die nachfolgende Saison nicht vorgesehen. Allerdings gab er an, aufgrund der Fortschritte des US-Teams in der neuen Zusammenarbeit mit den Norwegern, zurückzukehren und in Norwegen zu trainieren, obwohl er eigentlich vorgehabt hatte, seine Karriere zu beenden. Dazu startete er erstmals seit der Raw Air 2022 wieder im Ausland, beim Norges-Cup in Stjørdal, wo er 5. und 3. wurde. Sein internationales Comeback gab er dann am 9. September 2023 beim Continental-Cup in Oslo, wo er zweimal 22. wurde.

## Statistik

### Weltcup-Platzierungen
| Saison  | Platz | Punkte |
| ------- | ----- | ------ |
| 2015/16 | 77.   | 001    |
| 2016/17 | 42.   | 050    |
| 2017/18 | 39.   | 050    |
| 2018/19 | 51.   | 018    |
| 2019/20 | 54.   | 014    |
| 2024/25 | 28.   | 171    |

### Grand-Prix-Platzierungen
| Saison | Platz | Punkte |
| ------ | ----- | ------ |
| 2015   | 88.   | 001    |
| 2016   | 26.   | 087    |
| 2017   | 39.   | 044    |
| 2018   | 33.   | 058    |
| 2019   | 43.   | 035    |
| 2024   | 19.   | 124    |

### Continental-Cup-Platzierungen
| Saison  | Sommer | Sommer | Winter | Winter | Gesamt | Gesamt |
| Saison  | Platz  | Punkte | Platz  | Punkte | Platz  | Punkte |
| ------- | ------ | ------ | ------ | ------ | ------ | ------ |
| 2014/15 | –      | –      | 140.   | 001    | 179.   | 001    |
| 2015/16 | 068.   | 025    | 082.   | 029    | 090.   | 054    |
| 2016/17 | 041.   | 083    | –      | –      | 081.   | 083    |
| 2017/18 | 033.   | 074    | –      | –      | 076.   | 074    |
| 2018/19 | –      | –      | 077.   | 045    | 096.   | 045    |
| 2019/20 | 063.   | 044    | 061.   | 046    | 072.   | 090    |